# Paulo Rink
Paulo Roberto Rink (Curitiba, Brasil, 21 de febrero de 1973) es un político y exjugador de fútbol brasileño con nacionalidad alemana. Se desempeñaba como mediapunta. Fue miembro de la selección de Alemania, con la cual disputó una Eurocopa.

## Selección nacional
Siendo descendiente de inmigrantes alemanes, Rink adquirió la ciudadanía alemana en 1998, volviéndose así elegible para formar parte de la selección de fútbol de Alemania. Con ese equipo disputaría la Copa FIFA Confederaciones 1999 y la Eurocopa 2000.

## Clubes
| Club                   | País          | Año       |
| ---------------------- | ------------- | --------- |
| Atlético Mineiro       | Brasil        | 1991      |
| Athletico Paranaense   | Brasil        | 1991-1995 |
| Chapecoense            | Brasil        | 1995      |
| Athletico Paranaense   | Brasil        | 1995-1996 |
| Bayer 04 Leverkusen    | Alemania      | 1997-1999 |
| Santos                 | Brasil        | 1999-2000 |
| Bayer 04 Leverkusen    | Alemania      | 2000-2001 |
| Núremberg              | Alemania      | 2002      |
| Energie Cottbus        | Alemania      | 2002-2003 |
| Olympiakos Nicosia     | Chipre        | 2003-2004 |
| Vitesse                | Países Bajos  | 2004      |
| Jeonbuk Hyundai Motors | Corea del Sur | 2004      |
| Olympiakos Nicosia     | Chipre        | 2004-2006 |
| AC Omonia              | Chipre        | 2006      |
| Athletico Paranaense   | Brasil        | 2006-2007 |

## Actividad como político
Rink fue electo concejal de Curitiba en dos ocasiones: en 2012 por el Partido Popular Socialista y en 2016 por el Partido de la República. En 2022 intentó sin éxito convertirse en diputado federal como representante del partido Solidaridad.